# Третя вежа Китайського всесвітнього торгового центру
Тре́тя ве́жа Кита́йського всесві́тнього торго́вого це́нтру (англ. China World Trade Center Tower 3) — надвисокий хмарочос висотою 330 м, що знаходиться в Пекіні, КНР. У хмарочоса 74 поверхи, 4 підземні поверхи, 30 ліфтів. Є третьою будівлею всесвітнього торгового центру в центральному діловому районі Пекіна Чаоян. Будівництво хмарочоса завершилося в 2009.
У хмарочосі знаходяться офіси (до 55 поверху), ресторан, готельні номери (56—68 поверхи) і крамниці.
Будівля дуже схожа на Всесвітній торговий центр, зруйнований у 2001 в Нью-Йорку.
Станом на 2015 Вежа є  найвищою будівлею в місті ,  18-ю по висоті в країні,  46-ю по висоті в Азії і 59-ю по висоті в світі.